# Garibai
Garibay es el nombre artístico y de marca de Fernando Garibay. Garibai es una entidad de población española del municipio de Oñate, perteneciente a la provincia de Guipúzcoa, en la comunidad autónoma del País Vasco.

## Toponimia
El lugar puede aparecer referido como «Garibai» y «Garibay».

## Historia
Hacia finales del siglo XIX, el lugar, ya por entonces perteneciente a Oñate, tenía contabilizada una población de alrededor de una treintena de habitantes. Aparece descrito en el quinto volumen del Diccionario geográfico, estadístico, histórico, biográfico, postal, municipal, marítimo y eclesiástico de España y sus posesiones de ultramar de Pablo Riera y Sans con las siguientes palabras:

GARIBAY.—B. agreg. al ayunt. de Oñate, del que dista 2'5 k. Cuenta sobre unos 30 hab. y 7 edif. — Org. civ. Corresponde á la prov. de Guipúzcoa y contribuye con su ayunt. para las elecciones de diputados provinciales y las de Córtes. — Org. mil. C. G. de las Provincias Vascongadas y C. M. de Guipúzcoa. — Org. ecle. Pertenece á la misma dióc. y arciprestazgo que su ayunt., de cuya iglesia parroquial se sirve. — Org. jud. Hállase adscrito al part. jud. de Vergara, á la aud. de lo criminal de San Sebastian y á la territ. de Pamplona.—Org. econ. Para el pago de impuestos depende de la Delegacion de Hacienda de su prov. — S. púb. Recibe y expide la corr. por la A. de Madrid á Irún, esf. y pt. de Zumárraga, car. de Oñate. —Ob. púb. y med. de com. Utiliza los mismos caminos de que dispone su ayunt. — Ins. púb. La escuela radica en la cabecera de su ayunt.—Art., of. ind. Su única ind. es la agrícola. — Pob. Ninguna importancia ofrece el reducido número de sus edif. —Sit. geog. y top. (Véase el artículo referente á su ayunt.).
(Riera y Sans, 1883, pp. 74-75)

En 2022, la entidad singular de población tenía empadronados 51 habitantes y el núcleo de población, 36.